# N.EX.T
N.EX.T (ou N.Ex.T.) est un groupe de rock de Corée du Sud formé en 1992.

## Histoire
N.EX.T sont les initiales de New EXperiment Team. Le groupe est créé par Shin Hae Chul. Le premier album sort en 1992. En 1997 le groupe se sépare après leur quatrième album Lazenca : A Space Rock Opera. Shin part pour une carrière solo et le reste des membres reforment le groupe Novasonic. Shin Hae Chul reforme N.EX.T en 2003 avec de nouveaux instrumentalistes.

## Formation

### Membres actuels
- Shin Hae Chul - chant
- Kim Se Hwang - guitare
- Kim Dan - batterie
- Park Jong Dae - basse
- Ji Hyun Soo (지현수) - claviers

## Discographie
- Home (1992)
- The Return of N. EX. T PART I The Being (1994)
- The Return of N·EX·T Part II The World (1995)
- Lazenca (A Space Rock Opera) (1997)
- Gaehanminguk (2004)
- ReGame ? (the 2nd fan service) (2006)